# Ambulance (película)
Ambulance (Ambulancia en Latinoamérica o Ambulance: Plan de huida en España) es una película de suspense y acción estadounidense de 2022 dirigida y producida por Michael Bay. Una coproducción entre New Republic Pictures, Bay Films, Endeavor Content y Project X Entertainment, está basada en la película danesa Ambulancen  de Laurits Munch-Petersen y Lars Andreas Pedersen. La película es protagonizada por Jake Gyllenhaal, Yahya Abdul-Mateen II y Eiza González, que sigue a dos hermanos adoptivos convertidos en ladrones de bancos que secuestran una ambulancia y toman como rehenes a un policía herido y una sanitaria en una larga persecución por Los Ángeles.
Es una versión de la película danesa de 2005 Ambulancen.
Ambulance, anunciada por primera vez en 2015, pasó por varios cambios de equipo años antes de que entrara en producción. En 2020, el impacto de la pandemia de COVID-19 en la carrera de Bay lo llevó a unirse para dirigir. El rodaje tuvo lugar en medio de la pandemia en Los Ángeles con un presupuesto de 40 millones de dólares, con el director de fotografía Roberto De Angelis. Durante la postproducción, Pietro Scalia completó la edición y Lorne Balfe compuso la banda sonora. La película se estrenó en París, Francia, el 20 de marzo de 2022 y Universal Pictures la estrenó en los Estados Unidos el 8 de abril. La película recibió reseñas mixtas de los críticos que criticaron la historia, pero la vieron como un regreso a la forma para Bay. Ha recaudado más de $51 millones en todo el mundo.

## Trama
Will Sharp, veterano de la Marina de Afganistán, que necesita desesperadamente 231.000 dólares para la cirugía de su esposa Amy, se acerca a Danny, su hermano adoptivo y un criminal de toda la vida. Danny lo convence para que participe en un atraco a un banco de 32 millones de dólares. Aunque inicialmente duda, Will acepta después de que Danny reafirma que está haciendo esto por Amy. El plan casi tiene éxito hasta que el oficial Zach, que va al banco para invitar a salir a un cajero, descubre la situación y Danny lo toma como rehén. Luego ocurre un tiroteo entre uno de los miembros del atraco y el oficial Mark, compañero de Zach. La Sección de Investigación Especial (SIS) del LAPD llega y dispara a todo el equipo excepto a Will y Danny, quienes se retiran hacia el garaje. Zach intenta escapar y, durante una pelea entre él y Danny, Will le dispara accidentalmente. Dejando morir a Zach, los hermanos intentan salir por la parte trasera del edificio, pero lo encuentran rodeado por la policía. Luego secuestran una ambulancia con el paramédico Cam Thompson a bordo, que está tratando al herido Zach. Después de una persecución que los lleva a un callejón, Cam hace un intento desesperado de escapar usando un extintor, pero Danny rápidamente lo captura nuevamente.
El capitán Monroe del SIS llega al lugar y despliega helicópteros para perseguir a la ambulancia. Cam consigue que Danny la ayude a usar un desfibrilador y Will le transfiera parte de su sangre a Zach, para su confusión y frustración. Luego, Danny llama a Papi, uno de los amigos criminales de su padre, para pedirle ayuda para perder a la policía a cambio de 8 millones de dólares. Cuando Cam impide que Danny le dispare a Mark, que los ha estado persiguiendo, Danny amenaza con tirarla de la ambulancia. La policía se ve obligada a retirarse cuando descubren que el perro de Monroe está dentro del vehículo policial de Mark. El agente del FBI Anson Clark, un antiguo amigo de Danny, se encarga del caso. Zach comienza a desangrarse; Cam, con la ayuda de Will, comienza a operar a Zach. A pesar de su inexperiencia y de su bazo roto, Cam realiza la cirugía con éxito. Cam intenta convencer a Will de que detenga a Danny, sin éxito. Monroe, sin darse cuenta del éxito de la cirugía, sigue adelante con la operación y se prepara para atacar a Will y Danny sin negociar por la vida de Cam. Clark llama a Cam y le dice que baje. Cam, queriendo salvar la vida de Zach, alerta a Will y Danny sobre los francotiradores. Danny, harto de Cam, decide dispararle, pero Will interviene, lo que hace que los hermanos peleen por su situación. Luego se reconcilian parcialmente y escuchan música juntos para aliviar la tensión.
En el río Los Ángeles, los helicópteros persiguen a la ambulancia mientras Danny les dispara. Will y Danny luego conducen por el carril opuesto de la interestatal, provocando múltiples accidentes. Por orden de Papi, su hijo Roberto conduce una ambulancia vacía hacia la policía después de llenarla con explosivos C-4 y despliega ametralladoras en autos separados para causar daños adicionales, lo que termina hiriendo a Monroe en el fuego cruzado. Mark persigue a Roberto y le dispara fatalmente después de una pelea, dejando a Papi enojado y angustiado. Will y Danny escapan al escondite de Papi. Papi exige que los hermanos dejen a Zach y Cam con ellos para ocuparse de ellos; Will se niega a cooperar y se une a Danny para matar a Papi y su tripulación. En el caos, Cam le dispara accidentalmente a Will usando el arma de Zach. Danny lleva la ambulancia a un hospital y descubre el arma de Zach. Se enfurece cuando Cam revela que ella fue quien le disparó a Will. Danny promete matar a Cam junto con él mismo en la televisión en vivo antes de enfrentarse a la policía. Sin otra opción, Will le dispara a Danny por la espalda. Danny se disculpa con Will antes de morir a causa de sus heridas. La policía arresta a Will gravemente herido y lo lleva adentro para operarlo, Cam le da en secreto parte del dinero del atraco a Amy para su cirugía y Zach, cuando la policía le pregunta sobre sus heridas, les dice que Will le salvó la vida.

## Reparto
- Jake Gyllenhaal como Danny Sharp
- Yahya Abdul-Mateen II como Will Sharp
- Eiza González como EMT Cam Thompson
- Garret Dillahunt como Capitán Monroe
- Keir O'Donnell como el agente del FBI Anson Clark
- Jackson White como el oficial Zach
- Olivia Stambouliah como teniente Dhazghig
- Moses Ingram como Amy Sharp
- Colin Woodell como EMT Scott
- Cedric Sanders como el oficial Mark
- A Martinez como Papi
- Jesse Garcia como Roberto
- José Pablo Cantillo como Jesus
- Wale Folarin como Castro
- Devan Chandler Long como Mel Gibson
- Randazzo Marc como Randazzo
- Víctor Gojcaj como Víctor
- Briella Guiza como Lindsey
- Brendan Miller como Trento

## Estreno
Ambulancia se estrenó en UGC Normandie en París, Francia, el 20 de marzo de 2022. También tuvo eventos de proyección en Berlín el 22 de marzo, Londres el 23 de marzo, España el 24 de marzo, Los Ángeles en el Museo de la Academia de Artes el 4 de abril y Miami el 5 de abril. El evento de Los Ángeles contó con la presencia de Jason Mamoa, quien salió a apoyar a Abdul-Mateen, su coprotagonista de Aquaman.
La película fue estrenada en los Estados Unidos por Universal Pictures el 8 de abril de 2022. Originalmente estaba programada para ser estrenada el 18 de febrero de 2022, coincidiendo con el lanzamiento de Uncharted, pero se adelantó después de que Sony pospusiera Bullet Train del 8 de abril al 15 de julio, dejando la franja horaria abierta para otra película. La película se transmitirá en Peacock 17 días después de su estreno en cines. Como resultado de la invasión rusa de Ucrania, Universal "pausó" el estreno en cines de la película en Rusia.

## Críticas
La película ha recibido un 69% en el por portal de Rotten Tomatoes indicando "Críticas Positivas" en su mayoría. El crítico David Sims de "The Atlantic" dijo "Si está comprando un boleto con la esperanza de una pieza de cine perfeccionada, es posible que se sienta decepcionado. En cambio, Ambulance es una entrada fuerte en el canon maximalista de Bay, su mejor asalto a los sentidos desde su subestimado thriller cómico de 2013, Pain & Gain".La mayoría de críticos elogió la dirección de Bay, las secuencias de acción, la banda sonora y las actuaciones. No obstante hubo un par de críticas al guion, la historia, y sintieron que Gyllenhaal por momentos sobreactuaba.